# リュージュ (メーカー)

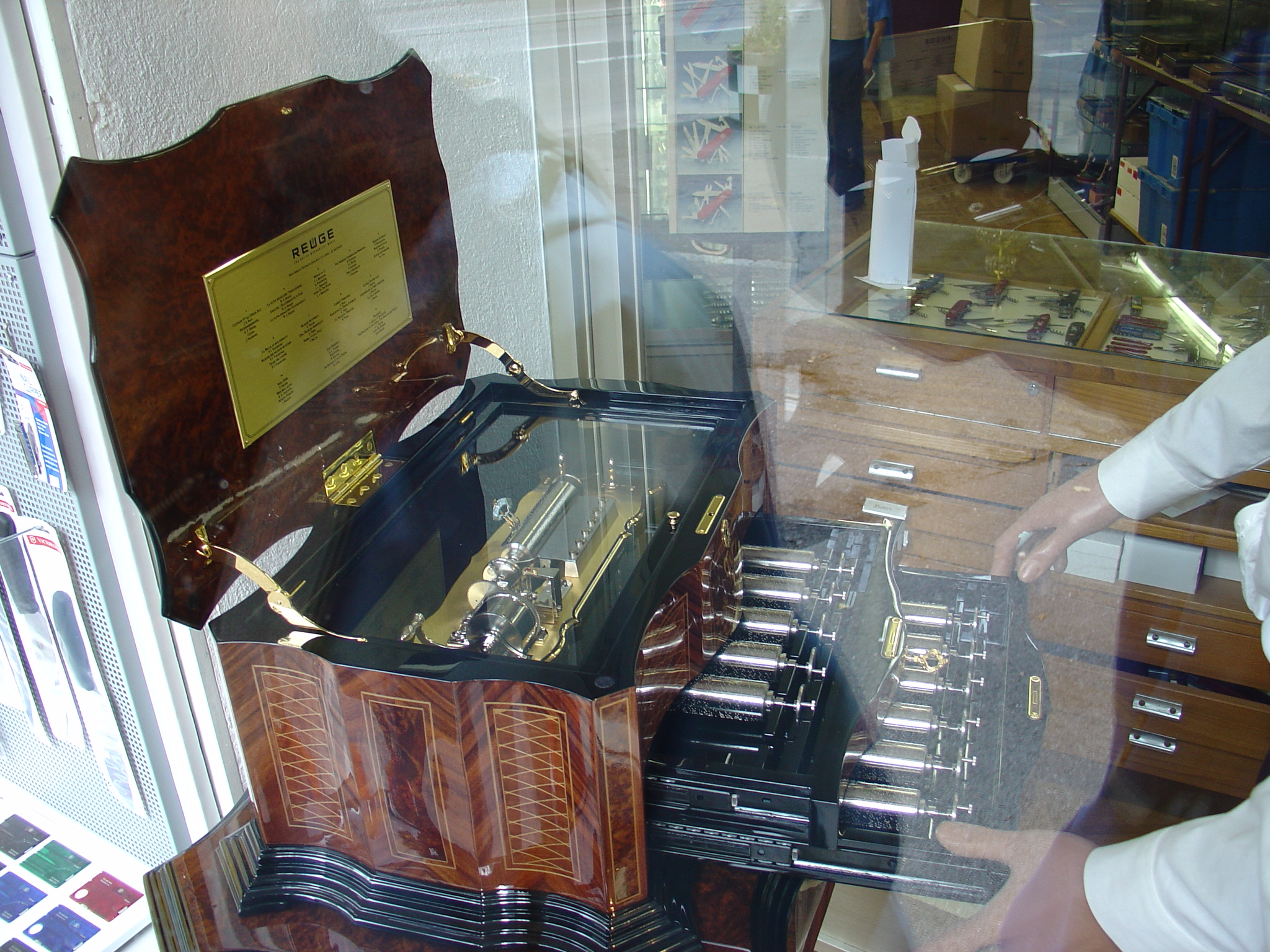
リュージュの大型オルゴール

リュージュ（Reuge ）はスイスのサンクロア（Sainte-Croix ）に設立された精密機器メーカーである。
創業者は時計職人のシャルル・リュージュ（Charles Reuge ）で1865年にヌーシャテル州トラヴェール谷（Val-de-Travers ）からサンクロアに移住し、音の出る懐中時計を製作した。会社組織になったのは二代目のアルベール・リュージュ（Albert　Reuge ）に代替わりした後の1886年とされている。初期には時計ムーブメントや小型オルゴールムーブメントメーカーであった。1977年にシンギングバードメーカーの「Eschle」、1985年にトーレンスのオルゴール部門を買収、1986年に「Lador」、1991年に「Cuendet」を買収し、現在はオルゴールメーカーとして知られる。オルゴール付きの懐中時計を生産している。